# 김수희
김수희(金秀姬, 본명: 김희수, 1953년 4월 26일 (음력 3월 13일)~)는 대한민국의 가수이다.

## 생애
경상북도 봉화군 소천면에서 태어난 김수희는 부산동신국민학교 2학년때 '아빠 별나라'라는 동시로 전국어린이 글짓기대회에서 최우수상으로 금배지를 타기도 했었다. 중학교때 강원 태백시로 이사온 이후로도 중.고시절 줄곧 내성적인 성격으로 문학작가를 꿈꾸며 문학계 등단을 꿈꿔왔다. 7살 때 아버지를 여의고 홀어머니 밑에서 어려운 생활을 했으며 숙명여자고등학교를 중퇴 후 18세 때인 1970년 미8군 무대에서 가수로 데뷔하였고 1971년 미8군 무대에서 기타리스트로 데뷔하였으며 1972년에 작곡가와 동시에 작사가로 데뷔하였다. 데뷔 무렵에 미8군 부대 여성밴드인 블랙캣츠의 일원이자 밤무대 가수로 활동하며 생계를 꾸려나갔다. 1976년 업소에서 활동을 하던 김수희는 데뷔 곡 '너무합니다(윤향기곡)' 및 '남포동 부르스', 리메이크 곡 '알뜰한 당신', 자작곡 '정거장'이 수록된 자신의 첫 앨범을 발표하고 본격적인 솔로 활동을 시작한다. 하지만 첫 앨범을 발표하고도 별다른 호응을 얻지 못한 그녀는 다시 미8군 무대로 복귀하여 음악생활을 이어갔다. 당시에 그녀는 뛰어난 작사·작곡능력으로 '나를 두고 아리랑'이라는 노래를 작사, 작곡하여 가수 김훈을 일약 스타덤에 오르게 하기도 하였다.
그 뒤 1978년, 모 방송국 PD가 어느 유원지에서 애인과 헤어질 때 우연히 들었던 ‘너무합니다’에 반해 이 곡을 부른 주인공을 찾으면서 김수희는 뜨기 시작했다. 방송 활동 중 한때 슬럼프에 빠져 가수를 포기하고 시나리오 작가가 되려고 했던 그녀는 첫앨범 '너무합니다'가 다운타운을 중심으로 인기를 얻기 시작하면서, 라디오 애청자들의 신청곡 접수가 속속 접수되었고,  '너무합니다' 와 가수 '김수희'라는 이름이 라디오를 타고 전국에 퍼지자 다시 힘을 내게 된다. 그녀는 음반 발매 후 3년만에 첫 라디오 방송에 출연하고 자신의 노래를 부를 수 있는 기회를 잡게 된 것이다. '너무합니다' 이후 새로운 곡을 선보이려 애썼지만 음악계에서는 중고신인으로 취급하면서 음반사, 기획사들이 앨범 발매에 난색을 보였다. 데뷔 후 3년만에 가수로서 어느 정도 자리를 잡을 것으로 예상했던 그녀는 다시 한번 어려움을 겪게 된다.
김수희는 가수로 활동을 시작할 무렵에 대한민국의 유명한 명창 박초월에게 남도 창법을 배우는 등 다양한 창법을 연구하였으며 1982년에〈멍에〉를 발표하였다. 김수희는 그동안 힘들었던 모든 것들을 이 노래에 감정을 털어놓고 또한 서럽게 꺾어 부르는 창법을 도입해 대중들에게 파격적인 모습을 보여주면서 많이 알려졌다.
1982년에 그녀가 '멍에(추세호 작사작곡)'를 녹음할 당시 임신상태였었고, 딸아이를 출산했지만 매니저는 여가수가 유부녀라는 사실이 알려지면 방송활동에 문제가 될 것을 우려해 미혼이라고 속이고 ‘멍에’를 발표하게 했다. 하지만 그녀는 엄마로서 아이를 숨기고 활동하는 것은 아니라고 판단하여 생방송 무대에 딸을 데리고 나가 결혼 사실을 밝혔다. 당시 생방송에서 딸을 공개하면서 시청자들은 놀랐고 언론에서는 대서특필 되었다. 하지만 '애모'의 빅히트로 아이를 둔 엄마 '김수희'의 용기에 많은 사람들이 박수를 보냈다.
1983년 10월 4일, 대마초 사건 혐의를 받아 곤혹을 치렀다. 20일 만에 복귀한 뒤에는 글쓰기에도 소질을 보여 , 1983년에는 처음으로 가요계 현장 소설 《너무합니다》를 집필하여 출간하였다. 그리고 1984년에는 소설 《설(雪)》을 집필하여 출간해 베스트셀러 2위를 차지하는 영광을 누렸다. 그 해에 〈잃어버린 정〉으로 10대 가수상을 수상하여 본격적으로 인기 가수의 반열에 올랐다. 김수희는 주로 자신만의 독특한 창법을 가미한 서정적이고 분위기 있는 노래만 부르다가 1987년에 기존의 노래들과 달리 빠른 템포의 트로트곡인 〈남행열차〉가 엄청난 히트를 기록하여 현재도 사랑받고 있다. 이 때 기존의 창법 위주보다는 자신만의 폭발적인 가창력을 선보여 최고의 인기를 얻었으며 대학교 응원가, 야유회의 필수 노래로 자리잡았으며 대학생 이상의 성인 팬들을 몰고다녔으며 각종 시상식에서 상을 많이 받았다. 특히 이 노래는 한국인이라면 다 아는 국민 가요로 선정되었다. 또한 그 당시에 여자 조용필이라고 불릴 만큼 상당한 가창력을 인정받았다.
이후 "여자 조용필"이라는 닉네임으로 명성을 다진 그녀는 1989년에는 일본에 진출하였고, 1991년에 〈애모〉를 발표하면서 팝 발라드 음악으로 전향하였다. 특히 이 곡은 발표 당시 처음에는 그리 주목받지 않다가 2년 후인 1993년 갑자기 대중들의 많은 요청으로 1990년대 대한민국 가요계를 주름잡던 김건모, 신승훈과 신예 아이돌 힙합 댄스 음악 그룹 서태지와 아이들, 듀스 등의 신인 가수들을 제치고 인기를 크게 얻어 KBS 가요대상 대상과 MBC 10대 가수가요제 대상을 수상해 이색적인 결과를 낳았다. 1994년에는 영화계에도 진출하여 영화 《애수의 하모니카》의 시나리오를 직접 제작하고 영화 감독까지 맡았지만 흥행에는 실패했다. 그리고 희프로덕션을 설립해 음반 제작자로도 활동하면서 신신애를 가수로 스카우트하고 무명이었던 편승엽을 유명세를 타게 해 주었다.
김수희는 다른 가수들과는 차별성이 있는 창법으로 노래를 불렀는데 허스키한 목소리와 풍부한 가창력을 겸비한 자신만의 방식과 다양한 국악 창법이 어울러져 사람들이 따라할 수 없어 모창이 없는 가수로도 불리고 있다. 무명시절 블루스와 재즈를 모창하며 익힌 팝음악이 섞인 트롯 계열의 노래를 주로 불렀으며 트로트와 팝, 트로트와 국악의 크로스오버를 활발히 시도해오는 가수 중 하나로 평가받고 있으며 영화, 문학에도 진출하기도 했고 〈나를 두고 아리랑〉, 〈정거장〉, 〈광야〉, 〈지표〉, 〈정열의 꽃〉, 〈화등〉등 여러 곡의 작곡, 작사에도 참여했다.

## 학력
- 동신국민학교 (졸업)
- 숙명여자중학교 (졸업)
- 숙명여자고등학교 (졸업)

## 데뷔
- 1976년 노래 '너무합니다'

## 정규 앨범
- 2012년 13집 《김수희 The memories》
- 2007년 12집 《KIM SOO HEE 成》
- 2004년 11집 《열한번째 이야기》
- 2000년 10집 《pathos》, 《아이리스》, 《정열의꽃》
- 1997년 9집 《Morado》, 《아모르》, 《부적》
- 1993년 8집 《Where Did Everybody Go?》, 《언니야》, 《운명》
- 1990년 7집 《서울여자》, 《애모》
- 1987년 골든디스크 2집 《이래도 되는건가요》, 《남행열차》
- 1986년 6집 《지금은 가지마세요》, 《사랑의 죄》
- 1985년 5집 《고독한 연인》, 《귀향》
- 1984년 4집 《당신은 누구세요》, 《흥남부두》
- 1984년 3집 《잃어버린 정》, 《순정》
- 1983년 2집 《마지막 포옹》, 《안개》
- 1982년 1집 《멍에》, 《못잊겠어요》
- 1981년 Vol.1 《남포동 부르스》, 《정거장》
- 1978년 데뷔앨범 《너무합니다》

## 출연작

### 영화 출연작
- 1994년 《애수의 하모니카》 - 감독, 각본
- 1984년 《너무합니다》 - 주제가(OST), 희련 역, 원작가

### 드라마 출연작
- 1983년 KBS2 《형사 - 목마른 장미 편》 - 금희라 역

### 뮤지컬 출연작
- 1985년 《포기와 베스》 - 베스 역

## 저서
- 1984년 《설 (雪)》
- 1983년 《너무합니다》

## 주요 수상 경력
- 1983년 가요톱10 골든컵 (멍에)
- 1984년 제20회 백상예술대상 영화부문 주제가상
- 1993년 제 4회 서울가요대상 본상
- 1993년 가요톱10 골든컵 (애모)
- 1993년 한국 노랫말 대상 (선곡: 애모)
- 1993년 KBS 가요대상 대상 수상
- 1993년 올해의 스타상 가수부문 우수상
- 1995년 제 2회 대한민국 연예예술대상 전통가요가수상
- 1998년 제25회 한국방송대상 여자가수상
- 1999년 제 6회 대한민국 연예예술대상 전통가요가수상
- 2020년 제1회 트롯어워즈 트롯 100년 가왕상

### 가요 프로그램 1위 (19회)
| 연도             | 수상 내역 |
| ---------------- | --- |
| 1983년 (총 5회)  | - 멍에 (총 5회) - 4월 3일 KBS 《가요톱텐》 1위 - 4월 10일 KBS 《가요톱텐》 1위 - 4월 17일 KBS 《가요톱텐》 1위 - 4월 24일 KBS 《가요톱텐》 1위 - 5월 1일 KBS 《가요톱텐》 1위 (5주 연속) (골든컵) |
| 1993년 (총 14회) | - 애모 (총 14회) - 8월 13일 MBC 《결정최고인기가요》 1위 - 9월 8일 KBS 《가요톱텐》 1위 - 9월 15일 KBS 《가요톱텐》 1위 - 9월 17일 MBC 《결정최고인기가요》 1위 - 9월 19일 SBS 《인기가요》 1위 - 9월 22일 KBS 《가요톱텐》 1위 - 9월 24일 MBC 《결정최고인기가요》 1위 - 9월 29일 KBS 《가요톱텐》 1위 - 10월 1일 MBC 《결정최고인기가요》 1위 - 10월 6일 KBS 《가요톱텐》 1위 (5주 연속) (골든컵) - 10월 8일 MBC 《결정최고인기가요》 1위 (4주 연속, 통산 5주) - 10월 10일 SBS 《인기가요》 1위 (2주 연속) - 10월 24일 SBS 《스타 서울 스타》 1위 - 11월 7일 SBS 《스타 서울 스타》 1위 (통산 2주) |

## 사건
1983년 10월 4일, <멍에>로 한창 인기몰이를 하던 김수희(당시 30세)는 정부의 대마초 파동으로 연루되어 검찰 조사를 받게 되었다. 그리고 10월 8일, 방송 정지를 당하고 10월 10일에 한국연예인협회에서 사회적 물의를 일으킨 죄로 제명 처분 당했다. 그리고 약 20여일 동안 검찰과의 진실 공방 끝에 10월 28일, 무죄로 판정이 나 기소유예로 한국연예인협회에서 김수희에 대한 제명 처분을 철회하고 김수희는 다시 무대에 복귀할 수 있게 되었다.